# Ga Ram Inthra Kor Mor 4 MRT
Ga Ram Inthra Kor Mor 4 (tiếng Thái: สถานีรามอินทรา กม.4) là một ga Bangkok MRT trên Tuyến Hồng. Nhà ga nằm trên Đường Ram Inthra, gần Soi Ram Inthra 8 ở Bang Khen, Bangkok. Nhà ga có bốn lối thoát và nó được đặt theo tên đường Ram Inthra cách đó khoảng 4km. Nhà ga mở cửa ngày 21 tháng 11 năm 2023 như một phần chạy thử nghiệm trên toàn tuyến Hồng.

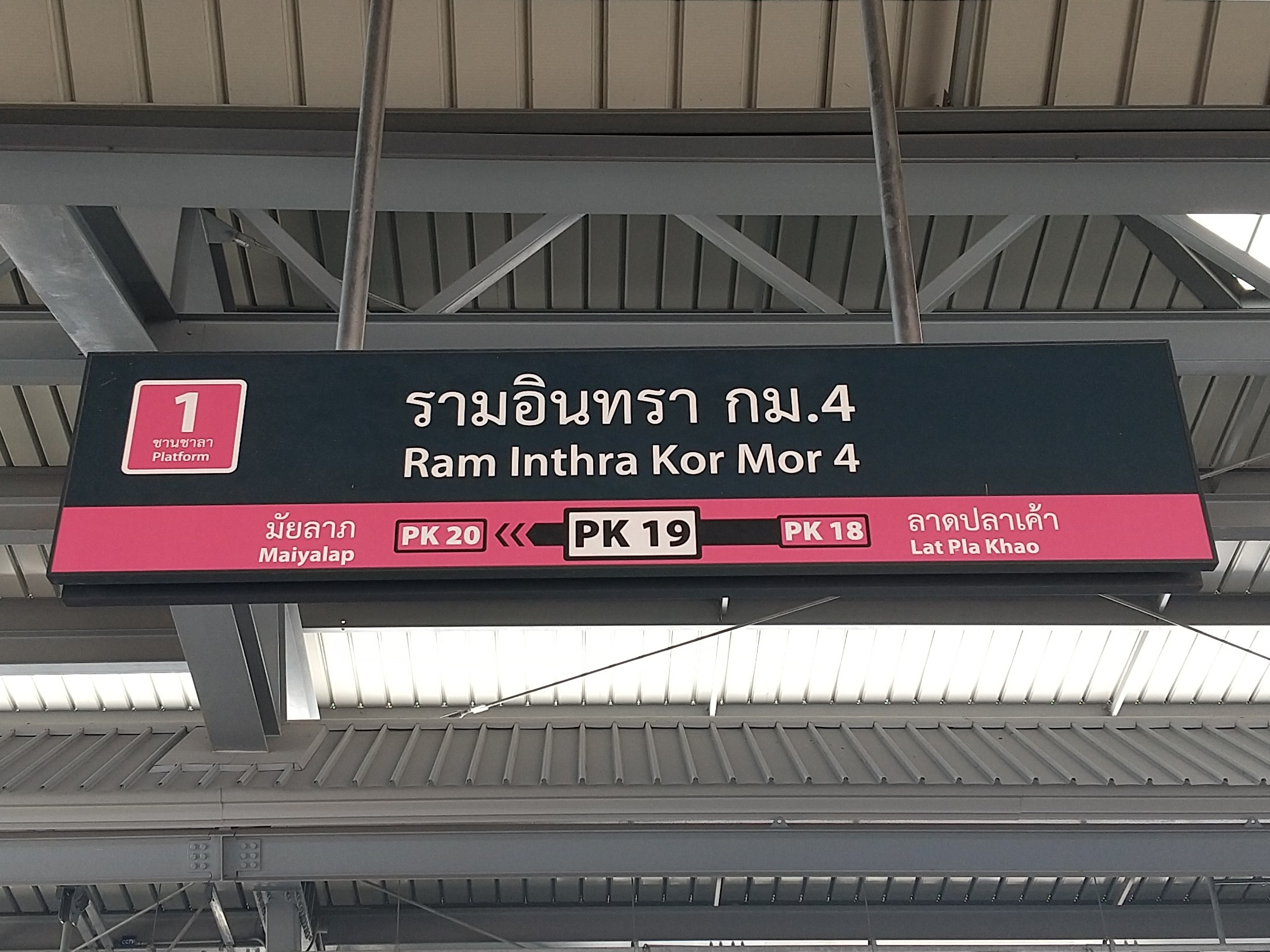
Bảng hiệu

Ban đầu tên tiếng Anh của nhà ga là Ram Inthra KM.4 và được đổi tên vào 6 tháng 9 năm 2021 thành Ram Inthra Kor Mor 4 để tránh sự hiểu nhầm trong khi giao tiếng giữa người bản địa và người ngoại quốc. Chủ đề đã gây nhiều trang cải trên mạng.